# Charlotta Cronstedt
Charlotta Cronstedt, född 1760, död 1843, var en svensk konstnär. 
Hon är känd för sina teckningar. 
Hon finns representerad vid Nationalmuseum. 